# Roland Blanche
Roland Blanche (Choisy-le-Roi, 31 dicembre 1943 – Thiais, 13 settembre 1999) è stato un attore francese.

## Biografia
Figlio di un chaudronnier, ha iniziato a recitare al teatro di Choisy-Le-Roi all'età di 10 anni. Si iscrisse al Cours Simon, ma i suoi insegnanti lo scoraggiarono dal partecipare al concorso di ammissione al Conservatoire national supérieur d'art dramatique di Parigi. Interruppe il teatro per dieci anni, tra i 19 e i 29 anni, per diventare sacrestano nel tempio di Boulogne-Billancourt, si occupava degli scout protestanti e suonava l'armonium.
Ha iniziato la sua carriera con Colpo grosso a Parigi (1965), apparendo in numerose pellicole tra cui Il giudice d'assalto, Danton, Due fuggitivi e mezzo e Troppo bella per te!.
Nel cinema, Roland Blanche ha spesso interpretato ruoli secondari da "mal rasé", caratterizzati da un aspetto trasandato e un comportamento antipatico. Le sue interpretazioni in film di successo sono sempre state ricordate per il suo stile e il fisico molto caratteristici.
In particolare, ha recitato in tre film e in dodici opere teatrali di Jean-Michel Ribes. Ha recitato nella miniserie Il conte di Montecristo. 
Nel 1994 gli fu assegnato il Molière come attore in un ruolo secondario per il suo personaggio Roma in La resistibile ascesa di Arturo Ui di Bertolt Brecht.
Era padre di tre figli. L'ultimo film in cui è apparso è Salsa (2000), che gli è stato dedicato.
Morto per un attacco cardiaco, fu sepolto nel cimitero comunale di Thiais (Val-de-Marne).

## Filmografia parziale
- Colpo grosso a Parigi (Cent briques et des tuiles), regia di Pierre Grimblat (1965)
- L'attentato (L'Attentat), regia di Yves Boisset (1972)
- R.A.S., regia di Yves Boisset (1973)
- Vous intéressez-vous à la chose?, regia di Jacques Baratier (1974)
- Il braccio violento della legge Nº 2 (The French Connection II), regia di John Frankenheimer (1974)
- Danton, regia di Andrzej Wajda (1983)
- Le jaguar, regia di Francis Veber (1996)